# Ermida de São João Batista (Ilha Terceira)
A Ermida de São João Batista é uma ermida portuguesa localizada na ilha Terceira à cidade de Angra do Heroísmo e fez parte da Diocese de Angra do Heroísmo.
Esta ermida foi edificada na esquina da Rua de São João, com a Rua da Sé, na cidade de Angra do Heroísmo. Foi nesta ermida que se iniciaram as tradicionais Festas de São João Batista que todos os anos ne realizam em Angra do Heroísmo e que envolvem grande a população da cidade.
Estas seculares festas e ermida de São João são descritas com pormenor por José Joaquim Pinheiro:
«Era capela (Ermida de são João Batista) no canto extremo da linha oriental da rua de São João de Angra, que abria um grande arco de volta inteira para esta rua, e outro igual para a rua da Sé, tendo no vértice do ângulo um púlpito, e na parede interna de encontro à casa confinante por esta última rua, o altar, onde se celebrava, acima do qual aparecia o nicho do santo naquele dia festivo. O piso desta capela era de sobrado por ela se desenvolver num primeiro andar».
A missa era sempre celebrada na capela no dia 24 de Junho de cada ano, e a ela costumava sempre o Bispo da diocesse.
O primeiro a dar inicio a esta tradição foi D. Jerónimo Teixeira Cabral, bispo que governou a Diocese de Angra de 1600 a 1612, chegou mesmo a obrigar os capitulares da Sé Catedral de Angra do Heroísmo a assistirem a missa de festa na ermida.
Recorrendo ainda ao historiador José Joaquim Pinheiro, encontra-se o seguinte sobre as festas em honra de São João e da sua ermida:
«Escolhidos dentre a nobreza terceirense 28 cavaleiros, dois para padrinhos ou chefes dela, quatro guias e 24 para formarem as duas alas, confessavam-se no dia 24 de Junho e depois deste religioso acto, armavam-se, e montados em garbosos ginetes ricamente ajaezados, dirigiram-se à residência do mordomo que ia também armado e montado, os esperava nos seus pátios, empunhando a bandeira de São João; cada cavaleiro era acompanhado por dois pajens de pé condutores de lanças e mais preparativos para as justas» (…) «reunidos, formavam em duas alas a direita e esquerda do mordomo, e, aos toques da charamela seguiam para a sua ermida, levando em cada ala na frente o padrinho e atrás deste os guias, ou chefes das esquadrilhas.» (…) «a ala direita formava na Rua de São João e a esquerda na Rua da Sé, subindo nesse momento o mordomo para a ermida onde colocava a bandeira e se sentava em lugar que lhe era reservado. Depois o celebrante aspergia as duas alas e cantava missa durante a qual pregava o sermão».
A ermida foi quase abandonada durante a guerra civil entre Pedro IV de Portugal e Miguel I de Portugal, a qual teve profundos reflexos na ilha Terceira.
Votada ao abandono, a ermida foi usada como tasca, pelo que o Ouvidor Eclesiástico de Angra a considerou profanada por sentença de 26 de Maio de 1849.
Foi então nessa altura e por tais motivos, que António de Sieuve de Seguier Camelo Borges, seu padroeiro, mudou a imagem do Santo para a Ermida de São Lázaro (Angra do Heroísmo), onde esteve até desaparecer (Supõem-se que por furto). Nesta ermida continuaram as celebrações que anteriormente se realizavam, passando depois a ter lugar na Sé Catedral de Angra do Heroísmo.